# 鈴木康久
鈴木 康久（すずき やすひさ、1955年 - ）は、日本の外交官。レオン総領事等を経て、2018年（平成30年）からニカラグア駐箚特命全権大使を務めた。

## 経歴・人物
兵庫県出身。1980年東京外国語大学外国語学部スペイン語学科卒業、外務省入省。1981年から1983年までサラゴサ大学法学部に留学。在メキシコ日本国大使館一等書記官　欧州局政策課企画官　経済局経済連携課企画官　在メキシコ日本国大使館参事官　等を経て、2016年レオン総領事。
2018年からニカラグア駐箚特命全権大使。在ニカラグア大使として在任中の2021年1月5日に新型コロナウイルス感染症に感染していたことが、1月7日付けで外務省により情報公開された。現職の日本大使の新型コロナ罹患が公表されたのは、姫野勉駐ガーナ大使、伊藤直樹駐バングラデシュ大使、山崎和之駐ジュネーブ大使に続いて4例目。
2022年3月、退官。

## 同期
- 末松義規（12年内閣府副大臣・96年衆議院議員）
- 石井正文（17年インドネシア大使・13年国際法局長）
- 大村昌弘（17年フィジー大使）
- 川村裕（20年ノルウェー大使・18沖縄大使・14年コートジボワール大使）
- 越川和彦（16年JICA副理事長・14年スペイン大使・12年官房長）
- 鈴鹿光次（16年アフガニスタン大使）
- 山田文比古（08年東京外国語大学教授）
- 片上慶一（17年イタリア大使・16年外務審議官（経済担当））
- 北野充（14年ウィーン代表部大使・12年軍縮不拡散・科学部長・19年アイルランド大使）
- 石川和秀（14年フィリピン大使・12年南部アジア部長）
- 藤原聖也（14年アルジェリア大使）
- 山崎純（18年シンガポール大使・15年スウェーデン大使・14年儀典長）
- 渡邉正人（17年ブルガリア大使・15年バングラデシュ大使）
- 堀之内秀久（19年オランダ大使・16年カンボジア大使・14年ロサンゼルス総領事）
- 野田仁（18年ルーマニア大使・15年エクアドル大使）
- 髙橋礼一郎（18年オーストラリア大使・15年ニューヨーク総領事・11年アフガニスタン大使）
- 葉室和親（12年トンガ大使）
- 井出敬二（17年北極担当大使・13年クロアチア大使）
- 小原雅博（15年東京大学法学部教授・13年上海総領事）
- 須永和男（19年カタール大使・16年ASEAN大使）
- 姫野勉（17年ガーナ大使）
- 平石好伸（17年チリ大使・14年ジンバブエ大使）
- 水谷章（19年オーストリア大使・17年立命館アジア太平洋大学教授）
- 齊藤貢（18年イラン大使・15年オマーン大使）

## 著作

### 著書
- 『メキシコ現代史』明石書店 2003年

### 訳書
- ロバート・A・パスター（英語版）著『アメリカの中南米政策　アメリカ大陸の平和的構築を目指して』（明石書店、2008年） ISBN 9784750328324